# Amarillo (canción de J Balvin)
«Amarillo» es una canción del rapero colombiano J Balvin. Se lanzó el 19 de marzo de 2020 como el cuarto sencillo de su álbum de estudio Colores.

## Antecedentes y lanzamiento
El lunes 17 de febrero, Balvin anunció la pista junto con el álbum a través de sus redes sociales. Junto a la publicación, compartió un avance del video musical de «Amarillo», donde se muestra al cantante con ropa y pelo de color amarillo y naranja. La pista se estrenó el 19 de marzo de 2020, el mismo día del estrenó de su cuarto álbum de estudio Colores. El tema sirvió como el cuarto sencillo del material discográfico.

## Composición
El tema fue escrito por el cantante junto a Alejandro Ramírez, Afro Bros, William Grigachcine y Ronald Hernández fue llevado a cabo bajo la producción de Sky Rompiendo y DJ Snake.
En una entrevista para Apple Music, Balvin comentó que «Amarillo es una canción muy enérgica y está preparada para discotecas. Mucha gente sabe sobre J Balvin, pero pocos conocen sobre José, por ello es la primera canción del álbum, porque tan pronto la escuchen, quiero que sientan el color y el poder de la canción».

## Vídeo musical
El video musical de «Amarillo» se estrenó el 19 de marzo de 2020 y fue dirigido por Colin Tilley.

## Posicionamiento en listas
| Listas (2020)                           | Mejor posición |
| --------------------------------------- | -------------- |
| Argentina (Argentina Hot 100)           | 59             |
| Colombia (National-Report)              | 35             |
| España (PROMUSICAE)                     | 1              |
| Estados Unidos (Bubbling Under Hot 100) | 7              |
| Estados Unidos (Hot Latin Songs)        | 8              |
| Francia (SNEP)                          | 148            |
| Italia (FIMI)                           | 71             |
| Suiza (Schweizer Hitparade)             | 44             |

## Certificaciones
| País (organismo certificador) | Certificación | Unidades certificadas |
| ----------------------------- | ------------- | --------------------- |
| España (PROMUSICAE)           | 2x Platino    | 80 000                |